# General superior de la Companyia de Jesús
El General superior de la Companyia de Jesús és el títol oficial del cap de la Companyia de Jesús: l'orde religiós catòlic romà, que també es coneix com a jesuïtes. Generalment se l'anomena "Pare General". El càrrec té el sobrenom del "Papa Negre", a causa de la seva responsabilitat per al major orde religiós masculí catòlic i es contraposa a la roba blanca del Papa. El trenta-primer i actual superior general és el Reverend Pare Arturo Sosa, elegit per la 36ª Congregació General el 14 d'octubre de 2016.

## Títols

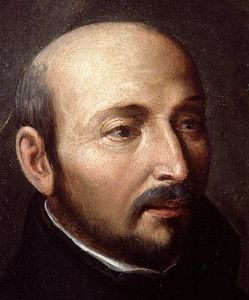
Ignasi de Loiola, el primer superior general

El títol formal en llatí és Praepositus Generalis, que pot ser considerat com a "superior general" o fins i tot "president general". El terme no és d'origen militar (malgrat les idees errònies populars i el propi fons militar d'Ignasi de Loiola), però es deriva del "general", en lloc del "particular". Aquest ús és coherent amb altres ordes religiosos catòlics, com el "mestre general " dels dominics, el "ministre general" dels franciscans, el "prior general" dels cartoixans i amb càrrecs civils com el postmestre general i el fiscal general.
Els jesuïtes estan organitzats en províncies, cadascuna amb un superior provincial, (generalment referit com a "Pare Provincial" o simplement "Provincial"), amb el cap de l'ordre que és el "superior general", per a tota l'organització. Com a superior principal, el Superior General és "Molt Reverend".

## Papa Negre
"Papa negre" és una designació que es dona al Superior General. El nom es deriva del seu lideratge del major orde religiós catòlic masculí i del color de la sotana de color negre usada pels membres de la Companyia, inclòs el superior general. Pot ser que s'hagi originat a partir d'una preocupació passada (la més destacada al voltant dels segles xvi i xvii) entre els països europeus protestants sobre el poder relatiu dels jesuïtes a l'Església catòlica romana, i en part perquè el superior general, com el Papa, és elegit de per vida.

## Poders
El Superior General està investit de poder de govern sobre tots els membres de la Companyia, però habitualment la condueix a través de superiors provincials subordinats a ell. Aquest poder deriva dels vots religiosos que uneixen els membres a la vida comunitària, com en altres ordes religiosos.

## Successió
Els superiors generals són elegits per la Congregació General de la Companyia, convocats per la dimissió o per la mort del titular. Els superiors generals són elegits per a la vida i fins fa poc, com passa amb els papes, han servit fins a la mort. Les excepcions són el pare Pedro Arrupe (dimití per motius de salut) i els seus successors, el pare Peter Hans Kolvenbach i el pare Adolfo Nicolás. El 2 d'octubre de 2016, la 36a Congregació General es va convocar a Roma, convocada pel superior general Nicolás, i va triar al pare Arturo Sosa com el trenta-primer superior general.

## Llista de Generals Superiors
Fins al segle XXI era costum que els superiors generals governessin per vida. Quan van deixar el càrrec abans de la seva mort, la data de defunció es troba a la llista inferior a la data en què van deixar el càrrec. Pedro Arrupe va dimitir el 1983 després d'un atac paralitzat.
| No. | General Superior             | Imatge | Presa de possessió del càrrec | Abandonà el càrrec Mort                                              | Lloc de naixement                           | Duració (en dies) |
| --- | ---------------------------- | ------ | ----------------------------- | -------------------------------------------------------------------- | ------------------------------------------- | ----------------- |
| 1   | Ignasi de Loiola             |        | 19 abril 1541                 | 31 juliol 1556                                                       | Azpeitia, Espanya                           | 5.582             |
| 2   | Diego Laínez                 |        | 2 juliol 1558                 | 19 gener 1565                                                        | Almazán, Espanya                            | 2.393             |
| 3   | Francesc de Borja            |        | 2 juliol 1565                 | 1 octubre 1572                                                       | Gandia, Espanya                             | 2.648             |
| 4   | Everard Mercurian            |        | 23 abril 1573                 | 1 agost 1580                                                         | La Roche-en-Ardenne, Bèlgica                | 2.657             |
| 5   | Claudio Acquaviva            |        | 19 febrer 1581                | 31 gener 1615                                                        | Atri, Itàlia                                | 12.399            |
| 6   | Mutio Vitelleschi            |        | 15 novembre 1615              | 9 febrer 1645                                                        | Roma, Itàlia                                | 10.679            |
| 7   | Vincenzo Carafa              |        | 7 gener 1646                  | 8 juny 1649                                                          | Napols, Itàlia                              | 1.248             |
| 8   | Francesco Piccolomini        |        | 21 desembre 1649              | 17 juny 1651                                                         | Siena, Itàlia                               | 543               |
| 9   | Aloysius Gottifredi          |        | 21 gener 1652                 | 12 març 1652                                                         | Roma, Itàlia                                | 51                |
| 10  | Goschwin Nickel              |        | 17 març 1652                  | 31 juliol 1664                                                       | Jülich, Alemanya                            | 4.519             |
| 11  | Giovanni Paolo Oliva         |        | 31 juliol 1664                | 26 novembre 1681                                                     | Gènova, Itàlia                              | 6.327             |
| 12  | Charles de Noyelle           |        | 5 juliol 1682                 | 12 desembre 1686                                                     | Brussel·les, Bèlgica                        | 1.621             |
| 13  | Thyrsus González de Santalla |        | 6 juliol 1687                 | 27 octubre 1705                                                      | Arganza, Espanya                            | 6.688             |
| 14  | Michelangelo Tamburini       |        | 31 gener 1706                 | 28 febrer 1730                                                       | Mòdena, Gran Ducat de Toscana               | 8.521             |
| 15  | Franz Retz                   |        | 7 març 1730                   | 19 novembre 1750                                                     | Praga, Bohèmia                              | 7.562             |
| 16  | Ignacio Visconti             |        | 4 juliol 1751                 | 4 maig 1755                                                          | Milà, Itàlia                                | 1.389             |
| 17  | Aloysius Centurione          |        | 30 novembre 1755              | 2 octubre 1757                                                       | Gènova, Itàlia                              | 672               |
| 18  | Lorenzo Ricci                |        | 21 maig 1758                  | 16 agost 1773 24 de Novembre de 1775 21 de juliol de 1773 (suprimit) | Florència, Itàlia                           | 5.566             |
| --  | Stanislaus Czerniewicz       |        | 17 octubre 1782               | 21 octubre 1785                                                      | Kaunas, Confederació de Polònia i Lituània  | 1.100             |
| --  | Gabriel Lenkiewicz           |        | 8 octubre 1785                | 21 octubre 1798                                                      | Polotsk, Confederació de Polònia i Lituània | 4.761             |
| --  | Franciszek Kareu             |        | 12 febrer 1799                | 11 agost 1802                                                        | Orsha, Confederació de Polònia i Lituània   | 1.275             |
| --  | Gabriel Gruber               |        | 22 octubre 1802               | 6 abril 1805                                                         | Viena, Àustria                              | 897               |
| 19  | Tadeusz Brzozowski           |        | 7 agost 1814                  | 5 febrer 1820                                                        | Königsberg, Prússia                         | 2.008             |
| 20  | Luigi Fortis                 |        | 18 octubre 1820               | 27 gener 1829                                                        | Verona, Itàlia                              | 3.023             |
| 21  | Jan Roothaan                 |        | 9 juliol 1829                 | 8 maig 1853                                                          | Amsterdam, Països Baixos                    | 8.704             |
| 22  | Peter Jan Beckx              |        | 2 agost 1853                  | 4 març 1887                                                          | Scherpenheuvel-Zichem, Bèlgica              | 12.267            |
| 23  | Anton Anderledy              |        | 4 març 1887                   | 18 gener 1892                                                        | Berisal, Suïssa                             | 1.781             |
| 24  | Luis Martín                  |        | 2 octubre 1892                | 18 abril 1906                                                        | Melgar de Fernamental, Espanya              | 4.945             |
| 25  | Franz Xavier Wernz           |        | 8 setembre 1906               | 20 agost 1914                                                        | Rottweil, Alemanya                          | 2.903             |
| 26  | Włodzimierz Ledóchowski      |        | 11 febrer 1915                | 13 desembre 1942                                                     | Loosdorf, Àustria                           | 10.167            |
| 27  | Jean-Baptiste Janssens       |        | 15 setembre 1946              | 5 octubre 1964                                                       | Mechelen, Bèlgica                           | 6.595             |
| 28  | Pedro Arrupe y Gondra        |        | 22 maig 1965                  | 3 setembre 1983 † 5 de febrer de 1991                                | Bilbao, Espanya                             | 6.678             |
| 29  | Peter Hans Kolvenbach        |        | 13 setembre 1983              | 14 gener 2008 † 26 de novembre de 2016                               | Druten, Països Baixos                       | 8.889             |
| 30  | Adolfo Nicolás Pachón        |        | 19 gener 2008                 | 3 octubre 2016 † 20 de maig de 2020                                  | Villamuriel de Cerrato, Espanya             | 3.169             |
| 31  | Arturo Sosa Abascal          |        | 14 octubre 2016               | Al càrrec                                                            | Caracas, Veneçuela                          | 732288            |

## Lideratge durant la supressió

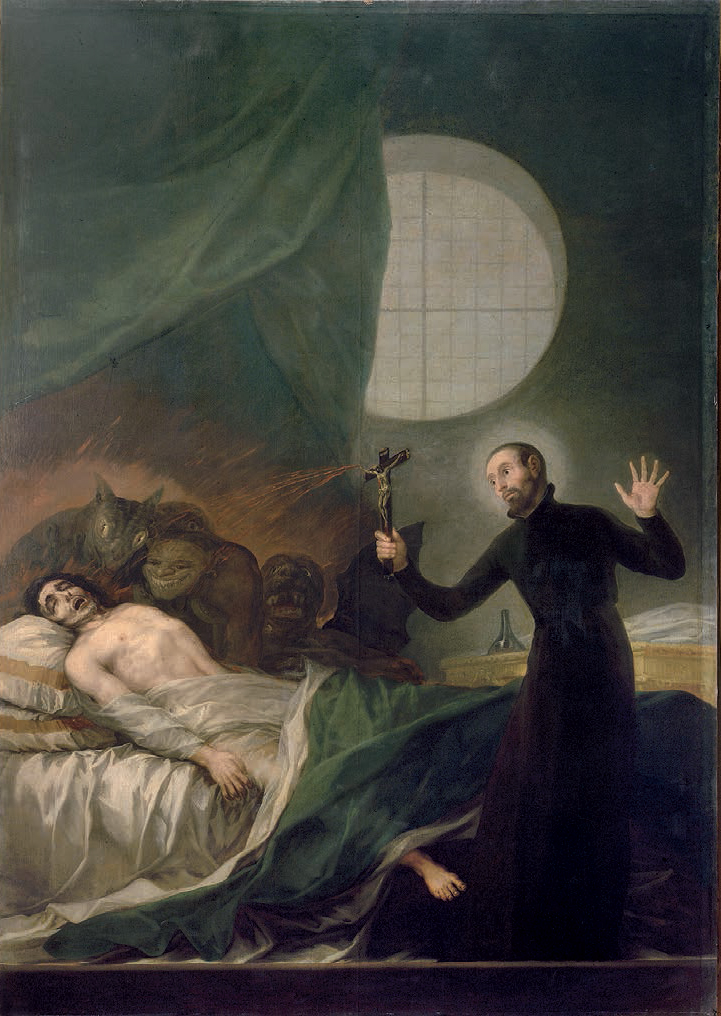
Sant Francesc Borgia, representat amb un exorcisme, va servir com a tercer superior general.

El 1773, els jesuïtes van ser suprimits pel papa Climent XIV, a través del breu papal Dominus ac Redemptor del 21 de juliol de 1773, executat el 16 d'agost. Els líders de l'ordre, a les nacions on no es va imposar l'ordre de supressió papal, es coneixien com a Vicaris temporals generals.
Els vicaris generals temporals eren:
- Stanislaus Czerniewicz (17 d'octubre de 1782 - 21 d'octubre de 1785)
- Gabriel Lenkiewicz (8 d'octubre de 1785 - 21 d'octubre de 1798)
- Franciszek Kareu (12 de febrer de 1799 - 7 de març de 1801)

El 7 de març de 1801, el papa Pius VII va publicar el breu Catholicae fidei, donant el vistiplau a l'existència de la Companyia a Rússia i permetent que la Companyia allà elegís un superior general per a Rússia. Aquest va ser el primer pas per a la eventual restauració de la Companyia.
Els superiors generals a Rússia van ser:
- Franciszek Kareu (7 de març de 1801 - 11 d'agost de 1802)
- Gabriel Gruber (22 d'octubre de 1802 - 6 d'abril de 1805)
- Tadeusz Brzozowski (14 de setembre de 1805 - 7 d'agost de 1814)

L'ordre va ser restaurat el 7 d'agost de 1814 pel papa Pius VII, a través de la butlla papal Sollicitudo omnium ecclesiarum.